# 布鲁日-卡比斯-米法热
布鲁日-卡比斯-米法热（法語：Bruges-Capbis-Mifaget，法語發音：[bʁyʒ kabis mifaʒɛ]）是法国大西洋比利牛斯省的一个市镇，属于波城区。该市镇于1972年由原市镇布鲁日（Bruges）、卡比斯（Capbis）和米法热（Mifaget）合并而成。

## 地理
布鲁日-卡比斯-米法热（43°7'38"N, 0°18'11"W）面积16.55 平方千米，位于法国新阿基坦大区大西洋比利牛斯省，该省份为法国东南部省份，涵盖了贝阿恩与北巴斯克，西临大西洋比斯開灣，北至朗德省，东北接热尔省，东临上比利牛斯省，南与西班牙接壤。
与布鲁日-卡比斯-米法热接壤的市镇（或旧市镇、城区）包括：阿罗斯德奈、阿尔泰兹达松、阿松、上博斯达罗斯、卢维瑞宗、利斯。
布鲁日-卡比斯-米法热的时区为UTC+01:00、UTC+02:00（夏令时）。

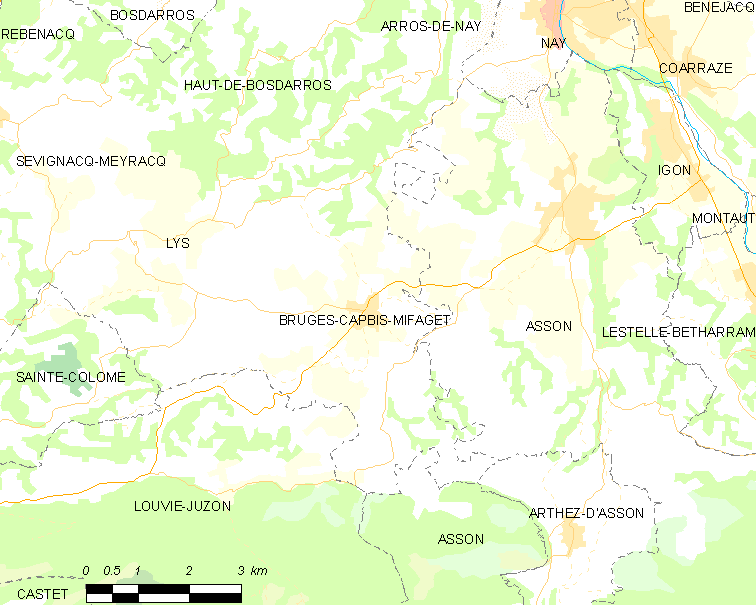
布鲁日-卡比斯-米法热的OSM定位图

## 行政
布鲁日-卡比斯-米法热的邮政编码为64800，INSEE市镇编码为64148。

## 政治
布鲁日-卡比斯-米法热所属的省级选区为乌佐姆河、激流与内兹河岸县。

## 人口
布鲁日-卡比斯-米法热于2022年1月1日时的人口数量为850人。

1962-2008年间布鲁日-卡比斯-米法热人口变化图示